# Riu Dravinja
El Dravinja és un riu de la regió d'Estíria, a Eslovènia. Neix al massís de Pohorje i travessa les ciutats de Zreče, Slovenske Konjice, Poljčane, Makole, Majšperk fins a Videm pri Ptuju, on es barreja amb el riu Drava.